# ناظم گنجاپور
 ناظم گنجاپور  (۲ فروردین ۱۳۲۲ اهواز – ۴ اسفند ۱۳۹۱، تهران) بازیکن سابق فوتبال ایرانی بود. وی سابقه بازی در باشگاه‌های شاهین و پرسپولیس را دارد.
وی در سال ۱۳۵۴ مربی‌گری تیم شهباز را که تازه به دسته اول تخت جمشید صعود کرده بود برعهده گرفت.

## اولین گلزن پرسپولیس در شهرآورد تهران
گنجاپور اولین گل پرسپولیس تهران را در شهرآورد تهران در ۱۳ مرداد ۱۳۴۸ وارد دروازه تیم تاج کرد.

## زندگی
گنجاپور در سالهای نوجوانی به همراه محراب شاهرخی و اکبر افتخاری بازیکن باشگاه "کلوپ شنای اهواز" بود . هر سه همکلاسی از ۲۰ سالگی به باشگاه‌های بزرگ پایتخت پیوستند، هر سه به تیم ملی رسیدند.